# سامسونگ اس‌جی‌اچ-اف۷۰۰
سامسونگ اس‌جی‌اچ-اف۷۰۰ یک‌نمونه از گوشی‌های تلفن همراه سری F شرکت سامسونگ می‌باشد که توسط همین شرکت به بازار عرضه شده‌است.